# داميان دوسو
داميان دوسو (بالفرنسية: Damien Dussaut)‏ (8 نوفمبر 1994 بكريتاي في فرنسا - ) هو لاعب كرة قدم فرنسي في مركز الدفاع. شارك مع منتخب فرنسا تحت 19 سنة لكرة القدم ومنتخب فرنسا تحت 20 سنة لكرة القدم. أما مع النوادي، فقد لعب مع ستاندارد لييج ونادي سينت ترويدن ونادي فالينسيان.

## روابط خارجية
- داميان دوسو على موقع الاتحاد الأوربي (الإنجليزية)
- داميان دوسو على موقع قاعدة بيانات كرة القدم.إي يو (الإنجليزية)
- داميان دوسو على موقع ناشيونال فوتبول تيمز (الإنجليزية)
- داميان دوسو على موقع Soccerway.com (الإنجليزية)
- داميان دوسو على موقع عالم كرة القدم.نت (الإنجليزية)
- داميان دوسو على موقع AS.com (الإسبانية)